# Olympia 212
Mr. Olympia 212, anche conosciuta semplicemente come Olympia 212, è una gara di culturismo che si svolge ogni anno a settembre presso Las Vegas negli USA.

## Storia
Fa parte del circuito della IFBB Pro League e viene disputata nello stesso evento della più celebre gara del Mr. Olympia all'interno del Joe Weider's Olympia Fitness Performance Weekend. Fino al 2007 la gara 212 era direttamente collegata con il Mr.Olympia: il vincitore di quest'ultima disputava la finalissima contro il vincitore della 212 e si decretava il vincitore assoluto. Dal 2008 in poi invece la gara è a parte con il proprio vincitore.
La sostanziale differenza tra questa categoria e quella principale sta nel peso degli atleti che non può superare le 212 libbre (96,1 kg), mentre lo svolgimento della gara invece è identico con il pre-gara (pre-judging) che di solito viene disputato il venerdì sera dell'Olympia Weekend, con routine musicale di 60 secondi per ciascun singolo concorrente, comprendente 8 pose obbligatorie: doppio bicipite frontale (front double biceps), dorsali frontali (front lat spread), espansione toracica (side chest), doppio bicipite di schiena (back double biceps), dorsali di schiena (back lat spread), tricipite di lato (side triceps), addominali e cosce (abdominals and thighs), più muscolare (most muscular). Dopodiché vengono poi fatti i confronti con gli altri atleti sul palco dove i giudici fanno le comparazioni tra i contendenti al titolo sulle pose. Il vincitore e la top 10 viene nominata il giorno dopo nella finale prima della finale principale. Il premio per il primo classificato è di 40.000 dollari

## Albo d'oro Mr. Olympia 212
- 2023 Keone Pearson
- 2022 Shaun Clarida
- 2021 Derek Lunsford
- 2020 Shaun Clarida
- 2019 Kamal Elgargni
- 2018 Flex Lewis
- 2017 Flex Lewis
- 2016 Flex Lewis
- 2015 Flex Lewis
- 2014 Flex Lewis
- 2013 Flex Lewis
- 2012 Flex Lewis
- 2011 Kevin English
- 2010 Kevin English
- 2009 Kevin English
- 2008 David Henry